# No Way Out (Película de 1987)
No hay salida o Sin  salida (en inglés: No Way Out) es una película de suspenso de 1987 sobre un oficial de la Marina acusado falsamente de asesinato. La película está dirigida por Roger Donaldson y protagonizada por Kevin Costner, Gene Hackman y Sean Young. Es una versión de The Big Clock de 1947; ambas se basaron en la novela The Big Clock, del poeta y novelista Kenneth Fearing.

## Argumento
David  Brice (Gene Hackman) es el Secretario de la Defensa de los Estados Unidos. Scott Pritchard (Will Patton), su secretario personal, discretamente homosexual y ama a su jefe incondicionalmente. Brice está casado, pero tiene una amante, Susan Atwell (Sean Young), una hermosa mujer que desea escalar y mantenerse a costa del bolsillo de este.  Sin embargo, el Teniente Comandante de la Marina de los Estados Unidos, Tom Farrell (Kevin Costner), está enamorado de Susan y entabla una relación con ella, sin saber que en un primer momento Brice es su amante.  Cuando Brice se entera de que Susan tiene un amante más, no lo asume y la asesina en su propia casa.
Pritchard ofrece ayudar a Brice para tapar la participación de éste en el asesinato de la chica, pero para que la coartada funcione deben descubrir la identidad del amante desconocido de Susan e inculparlo del crimen, basándose en una teoría de espionaje que supone un infiltrado soviético falso ("Yuri") en la armada estadounidense. Comienza entonces una cacería de brujas por parte de Pritchard y Brice para descubrir la identidad desconocida del supuesto espía ruso "Yuri", ignorando que éste está al lado de ellos, ya que el Teniente Comandante Farrell es el comisionado de la investigación y el amante "asesino" de Susan, juez y parte de su propio proceso, colocándose en una posición sin salida ante el desarrollo de los hechos.

## Reparto
| Actor                | Personaje                                                |
| -------------------- | -------------------------------------------------------- |
| Kevin Costner        | Ten. Comandante de la Marina de EE. UU. Tom Farrell      |
| Gene Hackman         | David Brice, Secretario de Defensa de los Estados Unidos |
| Will Patton          | Scott Pritchard                                          |
| Sean Young           | Susan Atwell                                             |
| George Dzundza       | Sam Hesselman                                            |
| Howard Duff          | Senador Duvall                                           |
| Jason Bernard        | Mayor Donovan                                            |
| Fred Dalton Thompson | Director Marshall, Director de la CIA                    |
| Iman                 | Nina Beka                                                |

## Recepción
La película fue bien recibida por la crítica. Actualmente cuenta con un ranking aprobatorio del 91% en el sitio Rotten Tomatoes con base en 43 reseñas. Roger Ebert le dio la máxima calificación al filme, llamándolo "laberíntico e ingenioso".